# 何塞·阿道夫·马西亚斯·维拉马尔
何塞·阿道夫·马西亚斯·维拉马尔（西班牙語：José Adolfo Macías Villamar，1979年9月30日—），昵稱菲托（Fito），是一名厄瓜多尔毒梟，也是喬內羅斯集团的现任头目。在其前任豪尔赫·路易斯·赞布拉诺（Jorge Luis Zambrano）被谋杀后，他于2020年上任。他自2011年以来一直被监禁，并曾于2013年越狱过着逃亡生活。2024年1月，他再次越狱，导致厄瓜多尔进入为期60天的紧急状态，并引发了2024年厄瓜多尔冲突。

## 生平
何塞於2011年因運輸毒品和組織犯罪被捕並關在洛克監獄，並於2013年2月跟隨另外17名幫派成員越獄，之後一夥人在2013年5月在居住地再次被捕。
2020年12月，喬納羅斯幫首腦豪爾赫·路易斯·贊布拉諾被謀殺，馬西亞斯和朱尼爾·羅爾丹成為了新任犯罪集團首腦。